# Illa Manda
Manda és una de les illes que formen l'arxipèlag de Lamu a la costa nord de Kenya. Al segle ix o X es van fundar els pròspers ports de Takwa i Manda. La "Història de Quilwa" l'esmenta amb el nom de Mandakha o Manda Kha que derivaria del suahili Manda Kuu o Gran Manda, i era la residència del fill del fundador de l'establiment insular.

## Geografia
L'illa està quasi unida al continent a la població costanera continental de Kililana de la que la separa l'estret canal de Mkanda, i enllaçada actualment a la de Lamu (illa a l'oest) per ferri. En depèn l'illa Manda Toto. Manda té un aeroport (Manda Airport) a la costa oest. Les poblacions de Manda i Takwa foren abandonades a l'inici del segle xix, després de la destrucció feta pel sultà de Pate Fumo Luti el 1806 i també per la manca d'aigua; però als anys seixanta es van construir unes cisternes i la població ha retornat creant tres pobles: el primer, de nom Takwa Milinga, al costat de l'antiga població de Takwa a l'est de l'illa; el segon, Kitau, a l'angle sud-est (on suposadament hi havia l'antic poblat de Kitau); i la tercera Manda, prop de l'antiga Manda, a l'angle nord-est.

## Història
Segons la Habazi za Pate (història de Pate) la ciutat de Manda hauria estat fundada abans que Pate que després la va conquerir; tot i dependre de Pate pagava tribut als portuguesos de manera separada, i quan aquest tribut es va retardar o deixar de pagar els portuguesos van atacar l'illa el 1569 i van cremar moltes cases destruint unes dos mil palmeres. El 1637 va haver de desmantel·lar les seves muralles defensives. El 1806 la capital fou destruïda pel sultà de Pate, Fumo Luti, i abandonada.
Les ruïnes de Manda foren explorades per l'arqueòleg Neville Chittick el 1965 que va establir que havia estat fundada al segle ix (potser fins i tot ja al segle viii) i comerciava amb el Golf Pèrsic, principalment vori d'elefant i pals de manglar; molt aviat les construccions foren de pedra i rajola units amb morter, mètode constructiu que només es coneix a les illes i no apareix a l'interior de Kenya en aquest temps; les rajoles mesuraven exactament 18 cm i són úniques en tota Àfrica; se suposa que s'haurien portat de Suhar a Oman, inicialment com a llast pels vaixells; fins al segle xi també es van construir edificis de corall. Excavacions més importants i acurades es van fer el 1966, 1970, 1978 i 1982 per H. N. Chittick, i van revelar una gran prosperitat pel període a l'entorn dels segles IX a XI, que incloïa ceràmica xinesa (del segle ix i posterior), poteria islàmica (en bona part en estil de Siraf), i vidre i poteria local; es van trobar restes de dues mesquites; a la costa oest i nord tenia una llarga muralla construïda entre el segle x i el XIII, que anava paral·lela a la línia marina, i estava feta de blocs de corall alguns de fins a una tona; es creu que en part es va fer per arrabassar terrenys a la mar i en part per consolidar les dunes d'arena de la vora de la costa permetent construir cases; aquest sistema apareix també a Shihr al Iemen. Una altra cosa a notar és l'existència de cisternes de rajola a moltes cases, d'estil constructiu similar a les de la costa de la mar Roja. L'edifici més peculiar és d'arcades amb els costats oberts i es creu que tenia la funció de mercat cobert, estant datat al segle xiii o XIV. La gran mesquita i un oratori estan datats entre el segle xiv i el XV. Només s'han trobat sis monedes de les quals dues fatimites probablement de Sicília, i no hi havia moneda local. Al zenit del seu poder la ciutat tenia 160.000 m2 i una població d'unes 3.500 persones. Va començar a declinar al segle xiii.